# Sully, Saône-et-Loire
Sully là một xã ở tỉnh Saône-et-Loire trong vùng Bourgogne-Franche-Comté nước Pháp.
Đây là nơi sinh của tổng thống Patrice de Mac-Mahon.

## Thông tin nhân khẩu
Theo điều tra dân số năm 1999, xã này có dân số 561.
Dân số năm 2006 ước khoảng 569 người.